# Muču Kiš
Muču Kiš (také Muchu Chhish nebo Batura V) je hora vysoká 7 453 m n. m. nacházející se v pohoří Karákóram v Pákistánu. Leží v horském celku Batura Muztagh 3 km východně od hory Batura Sar.
Muču Kiš byla až do roku 2024 jedna z nejvyšších hor na Zemi, na kterou nebyl proveden výstup a nejvyšší z těch vrcholů, které neměly náboženský nebo politický zákaz. To i přesto, že její vrchol má malou topografickou prominenci, která je pouze 263 m. Překážkou výstupu byla zejména nadmořská výška, strmé ledové stěny, nevlídné počasí a velká vzdálenost vrcholu hory od základního tábora.
Horu poprvé slezli v roce 2024 čeští horolezci Zdeněk Hák, Radoslav Groh a Jaroslav Bánský.

## Prvovýstup
Vrchol se nachází ve velmi vzdálené a nepřístupné oblasti a bylo jen několik pokusů o prvovýstup, úspěšný byl až český pokus z roku 2024. Jeden z neúspěšných pokusů podnikl v roce 2014 anglický horolezec Pete Thompson, který se vrátil zpět z výšky 6 000 m.

### České pokusy
Na přelomu srpna a září 2020 se o výstup pokusila česká výprava Pavla Kořínka, Pavla Béma a Jiřího Janáka. Expedice původně měla mít 10 členů, kvůli koronaviru i z jiných důvodů ale většina svoji účast odřekla. Vedoucím expedice byl Pavel Kořínek. Komunikačním manažerem výpravy byl Pavel Burda, který svoji vlastní účast také odřekl. Ani tato výprava vrchol nezdolala. Trio horolezců Pavel Bém, Pavel Kořínek a Jiří Janák dosáhlo výšky přibližně 6 300 m, od dalšího postupu je odradilo nepříznivé počasí a náročnost neznámého terénu.
Další pokus alpským stylem se uskutečnil v červenci roku 2021 ve složení Pavel Kořínek (vedoucí), Jiří Janák, Tomáš Petreček, Lukáš Dubský a Leoš Husták. Horolezci doufali ve výrazně lepší lezecké podmínky než v roce 2020. Přesto se museli z výšky 6 600 m kvůli záplavám sněhu vrátit.
V roce 2023 se o výstup pokoušeli horolezci Pavel Kořínek, Pavel Bém, Radoslav Groh a Tomáš Petreček. Dolezli do výšky 7200 m na úpatí závěrečné skalní pyramidy, kde výstup museli kvůli špatnému počasí ukončit.

### Prvovýstup (2024)
Úspěšný pokus o zdolání se povedl v pátek 5. července 2024, kdy horu poprvé slezli čeští horolezci Zdeněk Hák, Radoslav Groh a Jaroslav Bánský. Pokus začali 1. července, denně lezli deset hodin, překonali převýšení 3687 m a absolvovali vzdálenost 20 km. Do základního tábora se po výstupu vrátili o den později. Expedice se potýkala se zdravotními potížemi, nedostatečnou aklimatizací a jen s krátkým časovým oknem solidního počasí.